# Ranunculus aucheri
Ranunculus aucheri Boiss. – gatunek rośliny z rodziny jaskrowatych (Ranunculaceae Juss.). Występuje naturalnie w Turcji, Iraku, Iranie oraz Afganistanie. 

## Morfologia
PokrójBylina o lekko owłosionych pędach. Dorasta do 12–25 cm wysokości.
LiścieMają trójlistkowy, nerkowaty lub pięciokątny kształt. Mają 0,5–1,5 cm długości oraz 1–2,5 cm szerokości. Ogonek liściowy jest nagi lub owłosiony i ma 1 cm długości.
KwiatySą zebrane po co najmniej 12 w kwiatostanach. Pojawiają się na końcówkach pędów. Mają żółtą barwę. Mają 5 podłużnie owalnych działek kielicha, które dorastają do 5–7 mm długości. Mają 7 owalnych płatków o długości 8–12 mm.
OwoceNagie niełupki o zaokrąglonym kształcie i długości 3–4 mm.

## Biologia i ekologia
Rośnie na trawiastych zboczach. Występuje na wysokości od 600 do 2300 m n.p.m. Kwitnie od marca do maja.